# Acol
Acol jest angielskim systemem licytacyjnym. Acol został opracowany w małym londyńskim klubie brydżowym położonym przy ulicy „Acol Street”. Jego głównymi architektami byli Maurice Harrison-Gray, Iain Macleod, J.C.H. Marx, Terence Reese i S.J. Simon.
„Acol” jest bardzo prostym i naturalnym systemem, istnieje w nim bardzo mało sekwencji forsujących. W każdy kolor otwiera się z czwórek. W pierwotnej postaci charakterystyczną i unikatową cechą „Acola” było to, że siła otwarcia 1BA była zróżnicowana od założeń - przed partią otwierano 1BA z siłą mniej, więcej 13-15PH (później 12-14), a po partii 16-18 (później 15-17). We współczesnym „Acolu” większość graczy używa słabego 1BA bez względu na założenia.
W oryginalnym systemie 2♣️ było sztuczne i forsujące do końcówki, otwarcia 2♦️️/♥️️/♠️ były silne, naturalne i forsujące na jedno okrążenie, 2BA pokazywało silną i zrównoważoną rękę. We współczesnych wersjach „Acola” używa się najczęściej tylko dwóch silnych otwarć - 2♣️ jest sztuczne i pokazuje „silne dwa” w dowolnym kolorze, a 2♦️️ jest sztucznym forsingiem do końcówki, otwarcia na poziomie dwóch w kolorze starszym są najczęściej zarezerwowane do pokazania słabego dwa, choć spotykane są także inne wersje tego systemu.